# Stella Kramrischová
Stella Kramrischová (nepřechýleně Stella Kramrisch; 1896 Mikulov, Rakousko-Uhersko – 1993 Filadelfie, Spojené státy americké) byla kosmopolitní historička umění, která v letech 1920 až 1970 publikovala základní výzkum indického umění a kulturní historie V roce 1919 získala doktorát prací o raném buddhistickém chrámovém sochařství. V letech 1920 až 1950 vyučovala na Kala Bhavana v Shantiniketanu a na Kalkatské univerzitě. Ve 30. letech také zastávala pedagogickou pozici na Courtauld Institute of Art a spolupracovala s Warburg Institute v Londýně. V roce 1950 přijala místo na University of Pennsylvania, kde byla také kurátorkou indického umění ve Philadelphia Museum of Art.

## Život a kariéra
Stella Kramrischová byla dcerou Isidora Kramricha. Když jí bylo osm let, její rodina se přestěhovala do Vídně, kde navštěvovala střední školu a chodila na hodiny baletu. Ve veřejné knihovně ve Vídni objevila indickou filozofii, které se v mládí věnovala. Studovala dějiny umění u Maxe Dvořáka a Josefa Strzygowského a samostatně se specializovala na indické umění četbou indické filozofie, učením sanskrtu a analýzou fotografií indické architektury a uměleckých děl. V roce 1919 získala doktorát prací „„Untersuchungen zum Wesen der Frühbuddhistischen Bildnerei Indiens (česky: Zjišťování povahy raného buddhistického sochařství v Indii)“.
Během přednášky, kterou přednesla v Oxfordu, se Rabíndranáth Thákur dozvěděl o jejím inovativním výzkumu a najal ji jako lektorku indického umění, takže od roku 1922 vyučovala na univerzitě Visva-Bharati v Shantiniketanu. Od roku 1924 získala učitelské místo na univerzitě v Kalkatě. Její výzkum indického umění se v té době soustředil především na otázku vztahu umělecké tvorby v Indii a přírody. V roce 1922 sehrála klíčovou roli při organizování výstavy výtvarné školy Bauhaus v Kalkatě, kde byla v Kalkatě vystavena díla dnes již známých umělců Bauhausu, aby se mohli vzájemně stýkat moderní umělci Bauhausu a ti v Bengálsku. Od roku 1933 byla spolu s Abanindranath Tagore redaktorkou Journal of the Indian Society of Oriental Art. Ve svém díle Indian Sculpture provedla v roce 1933 precizní analýzu indického sochařství.
Laszlo Nemenyi, za kterého se provdala v roce 1929, pracoval, po vyhlášení nezávislosti Indie na Velké Británii, jako ekonomický poradce nové vlády v Pákistánu. Navzdory nebezpečné situaci se oba rozhodli zůstat v Indii. Poté, co byl Nemenyi v roce 1950 zastřelen, Kramrischová přijala místo profesorky jihoasijského umění na University of Pennsylvania. Během svého působení v Indii Kramrischová konvertovala k hinduismu a začala vytvářet sbírku jihoasijských uměleckých děl; ta byla později darována Philadelphia Museum of Art..

## Dílo (výběr)
- Untersuchungen zum Wesen der frühbuddhistischen Bildnerei Indiens. Phil. Diss. Univ. Wien (1919)
- Grundzüge der Indischen Kunst. Avalun Verlag, 1924.
- The Visnudharmottaram: A Treatise on Indian Painting and Image-Making. Calcutta University Press, 1928.
- Indische Kunst. In: Anton Springer (Hrsg.): Handbuch der Kunstgeschichte. Alfred Kröner Verlag, 1929.
- Indian Sculpture. The Heritage of India Series. Oxford University Press, 1933.
- The Hindu Temple. 2 Bände, University of Calcutta, 1946.
- Unknown India: Ritual Art in Tribe and Village. Philadelphia Museum of Art, 1968.
- Presence of Śiva. Princeton University Press, 1981.